# Бингем, Джозеф

Первый лист книги «Работы учёного Джозефа Бингема». 1726 г.

Джозеф Бингем (англ. Joseph Bingham; сентябрь 1668, Уэйкфилд, Йоркширское графство — 17 августа 1723, Портсмут, Гэмпшир) — английский учёный, историк церкви.

## Биография
Образование получил в Университетском колледже в Оксфорде, где получил всё учёные степени до магистра богословия включительно (1690). В 1689 году — сотрудник колледжа, с 1891 — преподаватель. После выступления с кафедры университета Св. Марии о значении терминов «Человек и Вещество», навлекшего на него обвинение церковников в ереси, вынужден покинуть Университетский колледж.
Известен своими трудами по церковной археологии и церковному праву. Особенное значение по своим научным достоинствам приобрёл его труд, появившийся в Лондоне на английском языке, под названием: «Origines Ecclesiasticae или древности христианской церкви» (1708—1722 гг. 2 тома (2-е изд. в 1726 г.).
На латинском языке (в переводе Гришоу) труд этот появился в Халле в 1724—1738 гг. под названием: «Josephi Binghami opera, quae extant voluminibus undecim comprehensa» (второе изд. в 1751—1761). Есть и немецкий перевод, изданный в Аугсбурге в 1788—1796 гг. в 4 т. Из этого видно, что достоинство трудов Бингема было признано не только на его родине — в Англии, но очень быстро и в других странах и, что замечательно, без различия вероисповеданий.

## Избранные сочинения
- «Josephi Binghami opera, quae extant voluminibus undecim comprehensa»
- «Работы учёного Джозефа Бингема»